# Homburg (hat)
 For alternative betydninger, se Homburg. (Se også artikler, som begynder med Homburg)
En homburg er en formel hat i filt, der er karakteriseret ved en enkelt bule ned langs midten af pulden, med en stiv skygge hele vejen rundt. Hatten var især populær i første halvdel af 1900-tallet, men oplevede en renæssance da Al Pacino bar den i filmen The Godfather. Det er en formel hat, der bl.a. kan bæres til smoking.

## Udseende
Homburghatten er fremstillet i filt og har et hattebånd i gros grain. Skyggen er stiv og bredere end på en bowlerhat, men kanten er ligeledes bøjet op hele vejen rundt. Selvom homburgen er en formel hat, er den ikke et alternativ til en høj hat, skønt den ses som lidt finere end bowleren. Den kan bruges til smoking og citydress. Den oprindelige homburg havde lidt andre proportioner end den moderne version. Homburgen findes både i sort, dueblå samt lyse- og mørkegrå.

## Historie
Homburgen stammer fra Bad Homburg i Hessen, Tyskland og skal efter sigende være inspireret af tyrolerhatten.
Homburgen blev indført i England af Edward 7., efter han besøgte byen og tog en hat af denne type med tilbage. Kong Edward var meget modebevidst og gik op i sit udseende og gjorde hatten populær i hele Europa i løbet af få år.
Anthony Eden gjorde den mørke homburg så populær i 1930'erne, at den blev kendt som "Eden" på Savile Row.
Under anden verdenskrig og i årene efter bar den britiske premierminister Winston Churchill ofte en homburg.
Ved indsættelsen af Dwight D. Eisenhower i 1953 brød han traditionen ved at bære en homburg i stedet for en høj hat. Han bar også en homburg under sin anden indsættelse, en hat som det tog tre måneder at fremstille og blev kaldt den "internationale homburg" af hattemagere, fordi håndværkere fra ti forskellige lande havde bidraget til dens tilblivelse.
Som anden formel, vestlig hovedbeklædning er homburgen ikke så populær, som den har været. Al Pacino formåede at skabe fornyet popularitet ved at bære den i filmen The Godfather, hvilket er årsagen til, at den nogle gange kaldes en "Godfather". Visse ortodokse jødiske rabbiner bærer sorte homburgere, selvom denne praksis også er i tilbagegang. Den bliver betragtet som mere traditionel end en sort fedora, som også bæres af ortodokse jøder.